# 圣让德拉莱克赖
圣让德拉莱克赖（法語：Saint-Jean-de-la-Léqueraye，法語發音：[sɛ̃ ʒɑ̃ də la lek(ə)ʁɛ]）是法国厄尔省的一个旧市镇，属于贝尔奈区。2019年，圣让德拉莱克赖与市镇圣乔治迪梅尼勒合并为新市镇勒梅尼勒-圣让。

## 地理
圣让德拉莱克赖（49°13'26"N, 0°33'46"E）面积4.67 平方千米，位于法国诺曼底大区厄尔省，该省份为法国北部内陆省份，北起滨海塞纳省，西接奧恩省和卡爾瓦多斯省，南至厄尔-卢瓦省，东临瓦兹省、瓦兹河谷省和伊夫林省。
与圣让德拉莱克赖接壤的市镇（或旧市镇、城区）包括：圣乔治迪维耶夫尔。
圣让德拉莱克赖的时区为UTC+01:00、UTC+02:00（夏令时）。

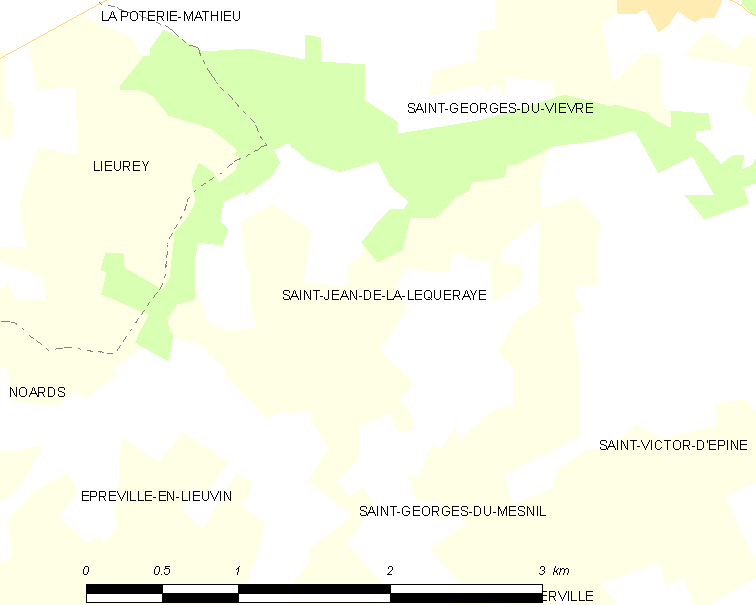
圣让德拉莱克赖的OSM定位图

## 行政
圣让德拉莱克赖的邮政编码为27560，INSEE市镇编码为27551。

## 政治
圣让德拉莱克赖所属的省级选区为伯兹维尔县。

## 人口

1962-2008年间圣让德拉莱克赖人口变化图示

圣让德拉莱克赖于2018年1月1日时的人口数量为67人。